# Rune Nilsson
Rune Nilsson (* unbekannt) ist ein ehemaliger schwedischer Radrennfahrer und nationaler Meister im Radsport.

## Sportliche Laufbahn
1955 gewann er die nationale Meisterschaft im Mannschaftszeitfahren gemeinsam mit Gunnar Lindgren, Clarence Carlsson und Stig Andersson. 1957 war er erneut in dem Titelrennen erfolgreich. Mit ihm gewannen Gunnar Lindgren, Thure Bengtsson und Clarence Carlsson die Meisterschaft.
Viermal wurde er Titelträger in der Mannschaftswertung des Einzelzeitfahrens. 1959 siegte er im Eintagesrennen Solleröloppet. 1960 gewann er das Skandisloppet.